# Siliștea (gmina Iana)
Siliștea – wieś w Rumunii, w okręgu Vaslui, w gminie Iana. W 2011 roku liczyła 992 mieszkańców.